# Roméo Elvis
Roméo Elvis, pseudonimo di Roméo Johnny Elvis Kiki Van Laeken (Uccle, 13 dicembre 1992), è un rapper belga.

## Biografia
La sua carriera è cominciata con la pubblicazione di due EP nel 2013 e nel 2014, Bruxelles c'est devenu la jungle e Famille nombreuse. Nel 2016 viene pubblicato il suo album d'esordio Morale. Nel 2017 e nel 2018, altri due album vengono pubblicati: Morale 2 e la sua ristampa Morale 2 luxe (in collaborazione con il producer Le Motel).  Il suo secondo album Chocolat, è stato pubblicato il 12 aprile 2019.
Ha delle conoscenze strette con il gruppo belga L'Or du Commun, il duo Caballero & JeanJass e il rapper francese Lomepal.

## Vita privata
È fratello della cantante Angèle, con cui ha collaborato per il singolo del 2018 Tout oublier.

## Controversie

### Violenza sessuale
Nel settembre 2020, Roméo Elvis venne accusato di violenza sessuale da parte di una giovane donna. Riconosciuti i fatti, chiese pubblicamente scusa: «Mi rammarico sinceramente di questo gesto e soprattutto ribadisco pubblicamente le scuse già espresse numerose volte in privato e di persona». Successivamente comunicò di essere un esempio da non seguire. La giovane 23enne fece una intervista con i giornalisti di StreetPress. La ragazza spiegò che tramite il suo post Instagram, voleva incoraggiare altre donne a parlare, soprattutto per quanto riguarda Moha La Squale, rapper franco-algerino accusato in quel periodo di aver molestato diverse donne. Secondo quanto riferito dalla giovane vittima, nel maggio del 2019 incontrò Roméo Elvis nel negozio di sua proprietà, Bison 4. La ragazza, che si trovava nel camerino a provare degli abiti, venne palpeggiata dal rapper belga.
Il 18 settembre, in seguito all'accaduto, il cioccolatiere Galler e il marchio di abbigliamento Lacoste annunciarono la cessazione della loro collaborazione con il cantante. Con una nota, Lacoste motivò la scelta dicendo: "Si tratta di valori che non corrispondono più all'immagine di Lacoste, che il marchio non può sostenere".

## Discografia parziale

### Album in studio
- 2014 - Morale (con Le Motel)
- 2017 - Morale 2 (con Le Motel)
- 2019 - Chocolat
- 2022 - Tout peut arriver

### EP
- 2013 - Bruxelles c'est devenu la jungle
- 2014 - Famille nombreuse
- 2019 - Signals (con Todiefor e Shoeba)

### Singoli
- 2017 - Hit Sale (con Therapie Taxi)
- 2018 - Tout oublier (con Angèle)
- 2019 - Soleil
- 2019 - Malade
- 2020 - Maison
- 2020 - Pharmacist (con Mr. Oizo)

## Filmografia

### Cinema
- Mandibules - Due uomini e una mosca (Mandibules), regia di Quentin Dupieux (2020)

### Televisione
- Film belge, regia di Kriss Debusscher, Nicolas Fransolet, Serge Honorez, Frédéric Jannin e Stefan Liberski - film TV (1992)

### Videoclip
- Caballero & JeanJass feat. Roméo Elvis Vrai ou Faux, regia di Jérémy Adonis (2017)
- Therapie Taxi ft. Roméo Elvis Hit Sale, regia di Original Kids (2017)
- Angèle La Thune, regia di Aube Perrie (2018)
- Lomepal Feat. Roméo Elvis 1000°C, regia di Adrien Lagier e Ousmane Ly (2018)
- Angèle feat. Roméo Elvis Tout oublier, regia di Brice Vdh e Léo Walk (2018)
- Lomepal Feat. Orelsan La vérité, regia di Nicolas Druet e Dario Fau (2019)
- Roméo Elvis TPA, regia di M. Tikal (2021)
- L'adresse, regia di Dozen (2022)

## Programmi televisivi
- La Fête de la musique  (2020)

## Riconoscimenti
- Premio Magritte
  - 2022 - Candidatura a migliore promessa maschile per Mandibules - Due uomini e una mosca